# Desa Ledeke (administrativ by i Indonesien, lat -10,59, long 121,86)
Desa Ledeke är en administrativ by i Indonesien.   Den ligger i provinsen Nusa Tenggara Timur, i den södra delen av landet, 1 700 km öster om huvudstaden Jakarta. Desa Ledeke ligger på ön Savu Island.